# Ia Drăng
Ia Drăng hay Ia Đrăng là một xã thuộc huyện Chư Prông, tỉnh Gia Lai, Việt Nam.
Xã Ia Drăng có diện tích 41,05 km², dân số năm 2002 là 5.581 người, mật độ dân số đạt 136 người/km².
Tên xã được đặt theo con sông chảy trên địa bàn xã, nơi từng xảy ra trận Ia Đrăng nổi tiếng trong Chiến tranh Việt Nam.